# Споттинг

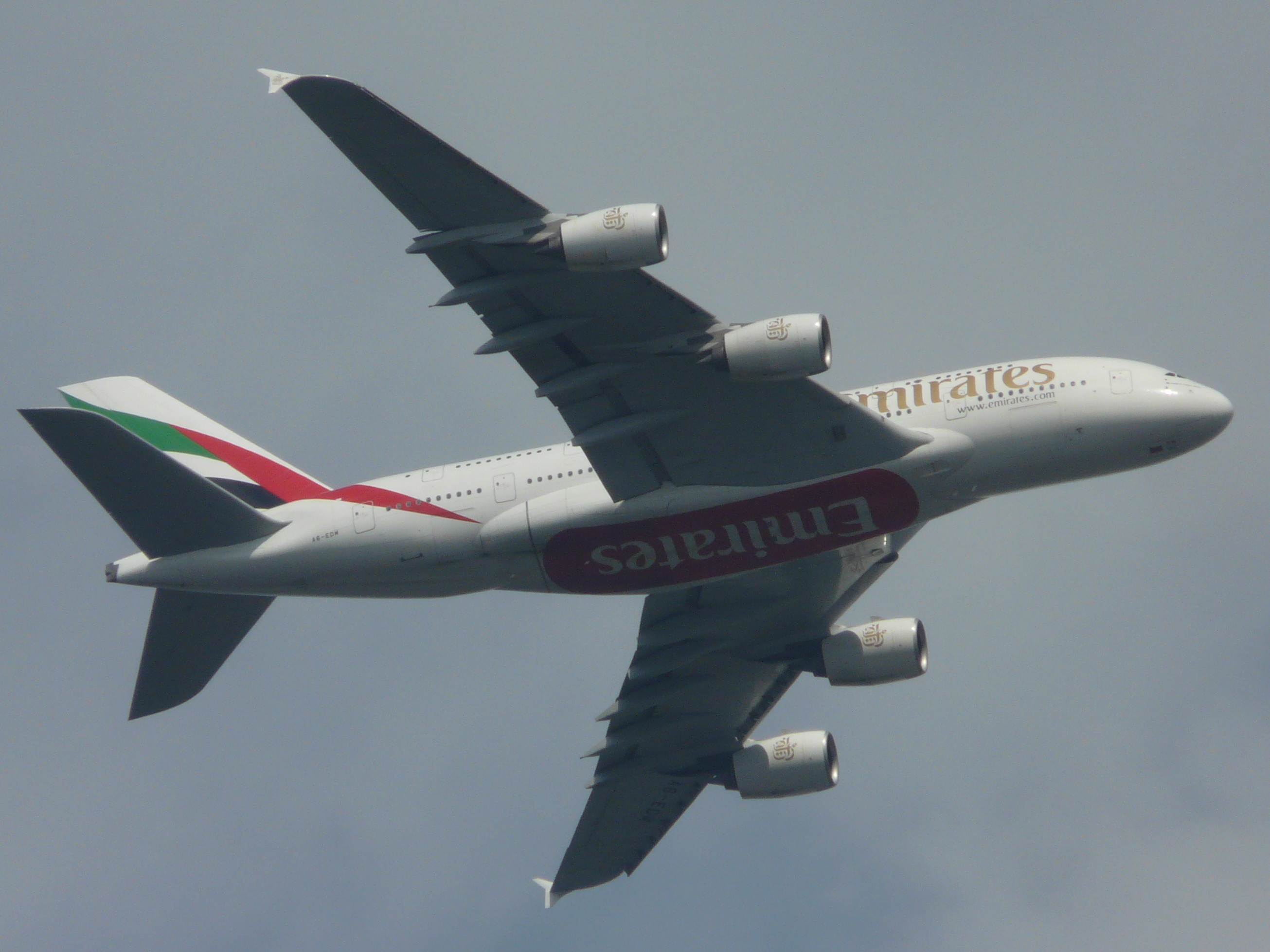
Airbus A380-800 Emirates A6-EDM, снятый недалеко от аэропорта Домодедово.

Споттинг (от англ. spot — «увидеть», «опознать»), авиаспоттинг — вид увлечения, заключающийся в наблюдении за самолётами и ведении их учёта. Часто сопровождается съёмкой. Шире — разведка и выслеживание крупных средств передвижения.

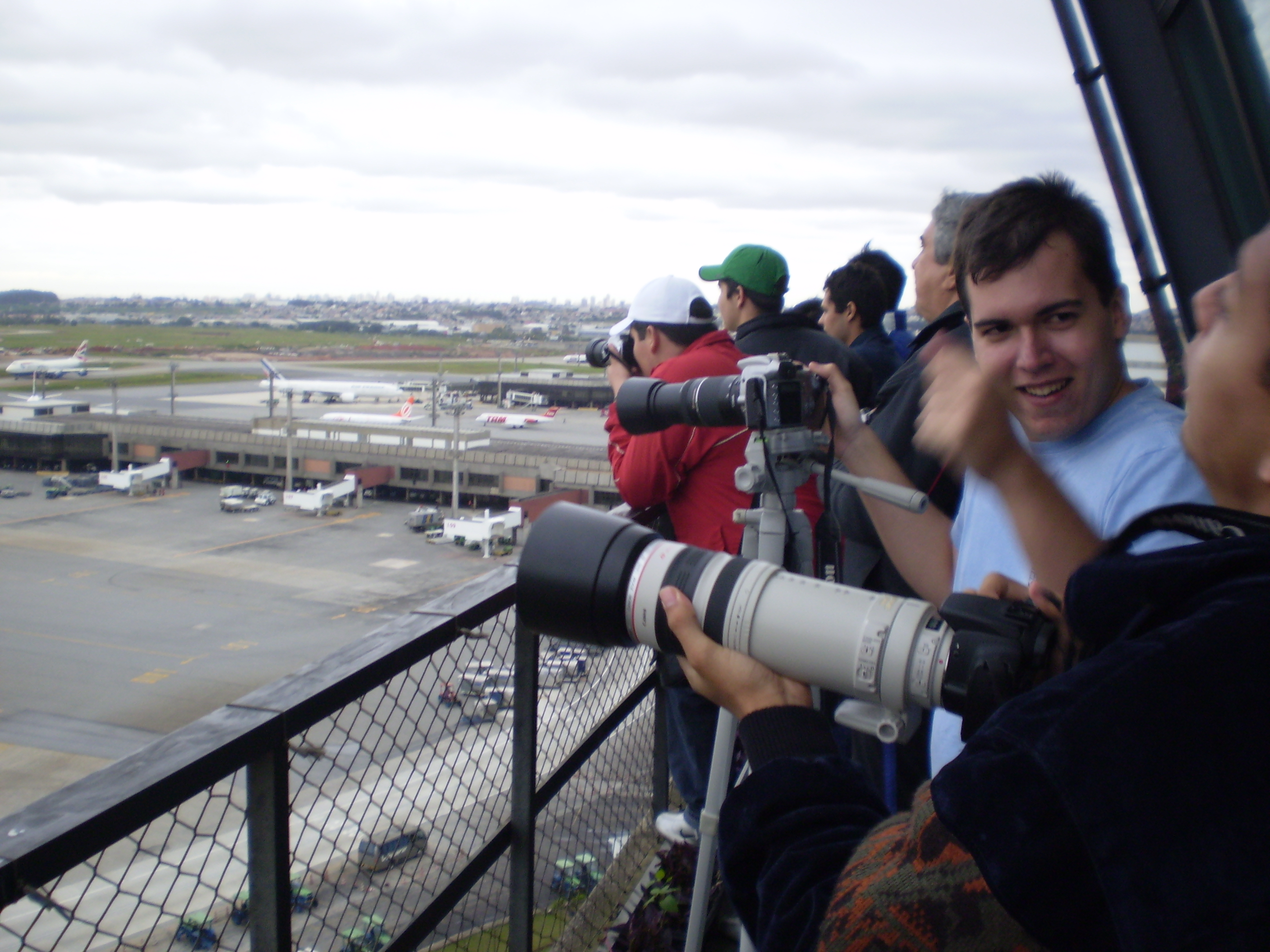
Споттеры на вышке бразильского аэропорта

Также споттингом может называться наблюдение за другими крупными видами средств передвижения — грузовыми машинами, автобусами, троллейбусами, трамваями, поездами (трейнспоттинг), кораблями и т.д.

## Описание
Для споттера является важным определить тип самолёта и его бортовой номер. Местом съёмки обычно служит аэропорт или территория за его пределами. При распространённом виде съёмки — садящихся самолётов — обычно выбирается место под глиссадой взлетно-посадочной полосы.

## История споттинга в России
Официальные мероприятия по съёмкам на аэродромах в России стали проводиться с распадом СССР. Многочисленные организованные группы иностранных фотографов посещали различные аэропорты в России. При этом, фотографирование самолётов для отечественных фотографов и споттеров сопровождалось множественными ограничениями. Получение допуска на аэродром затруднялось серьёзными бюрократическими сложностями, а фотографирование за пределами аэропорта часто заканчивалось задержаниями фотографов милицией и сотрудниками авиационной безопасности без достаточного на то правового основания.
Первый официальный споттинг для российских энтузиастов состоялся 3 марта 2006 г. в аэропорту Внуково. 22 мая 2007 года в Домодедово состоялся следующий споттинг. При этом служба авиационной безопасности совместно с организованными группами фотографов и споттеров впервые выработала механизмы «легализации» съёмки по периметру аэропорта.
Третьим в стране споттинг-сессию в 2009 году провёл аэропорт Толмачёво.
В 2009 году к процессу официальных споттингов присоединился Иркутск, когда 13 ноября «Аэропорт Иркутск» провёл первую споттинг-сессию.
В июле 2010 года первый официальный споттинг провёл международный аэропорт Емельяново Красноярска, пятым в России, а в августе — самарский аэропорт Курумоч.
В 2011 году первые официальные споттинги прошли в аэропорту «Чита (Кадала)» и «Челябинск»; в 2012 году к ним присоединились Мурманск; Тюмень (Рощино); Курган.
Летом 2013 года первые в своей истории официальные споттинги провели аэропорты Омск-Центральный и международный аэропорт Казань.
В 2015 году 2 июня состоялся первый официальный споттинг в Победилово (Киров).
В этом же году 17 октября состоялся первый споттинг в аэропорту Волгограда.
В 2019 году впервые состоялся первый официальный споттинг в аэропорту Кемерово им.Леонова.
В настоящее время, в связи с развитием технологий, в частности системы ADS-B в России набирает силу радар-споттинг, в котором споттеры ведут наблюдение за воздушными судами, оборудованными системой ADS-B при помощи специальных приёмников и программного обеспечения для отображения маршрута и других параметров полёта. Радар-споттинг нередко совмещён с плэйнспоттингом, поскольку позволяет непрерывно отслеживать воздушное пространство на предмет появления заранее заданного воздушного судна с уведомлением при появлении по телефону или сигналом компьютера.

## Споттинг-площадки

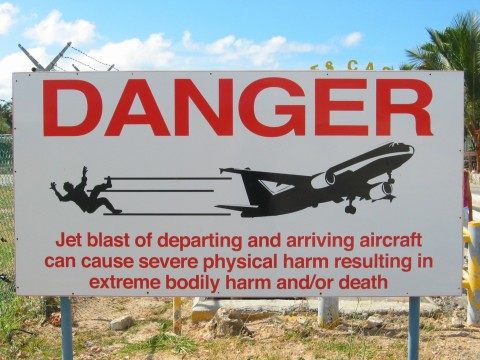
Предупреждающий об опасности плакат на пляже Махо

Наиболее известные[кому?] в мире места для споттинга:
- Пляж Махо рядом с аэропортом Принцессы Юлианы на острове Святого Мартина[12];
- Сквер возле ресторана In-N-Out возле аэропорта Лос-Анджелеса[13];
- Пляж в Адлере, Аэропорт Сочи;
- Закрытый ныне Гонконгский аэропорт Kai Tak[14];
- Аэропорт Амстердама, где вместо забора используется ров с водой, в результате чего открывается хороший вид на ВПП;
- Пляж Mai Khao (Май Кхао) за аэропортом Пхукет (Таиланд);
- Споттинг-площадка в Батуми;
- Аэропорт Вильнюса (Литва), рядом с которым руководство установило в 2019 году специальную площадку для наблюдения[15];

## Юридическое положение
Правовое положение такого хобби не определено ни в одной стране. Известен случай, когда в 2001 году греческая полиция задержала 14 споттеров (12 британцев и двух граждан Нидерландов), когда те снимали в окрестностях базы греческих ВВС Каламата. Им грозил срок по 20 лет по обвинению в шпионаже. Через 6 недель им было предъявлено другое обвинение — в незаконном сборе информации, их выпустили под залог в 9000 фунтов стерлингов. В апреле следующего года, уверенные в своей невиновности, они подали ответный иск против Греции. Итог был неожиданным: восьмерых приговорили к трём годам заключения, остальных — к одному году. В ноябре того же года с 11 британцев были сняты все обвинения.